# .uy
.uy es el dominio de nivel superior geográfico (ccTLD) para Uruguay.
El Servicio Central de Informática de la Universidad de la República de Uruguay (SeCIU) es la autoridad competente para la administración del dominio .uy, en sus diversos subdominios, desde abril de 1990, según fuera delegado por IANA a través de InterNIC.
El dominio .uy puede tener seis dominios de segundo nivel:
- .edu.uy: para instituciones u organismos relacionados con la educación.
- .gub.uy: para organismos gubernamentales.
- .org.uy: para organizaciones no lucrativas.
- .com.uy: para fines comerciales.
- .net.uy: para empresas que prestan servicios de Internet.
- .mil.uy: para las Fuerzas Armadas de Uruguay.

A partir de julio de 2012 se pueden registrar dominios .uy sin dominio de segundo nivel.
Los nombres de dominios .com.uy son administrados y registrados por Antel a través del portal dominiosuy. Los dominios .uy pueden ser registrados directamente en SeCIU y en los agentes registradores acreditados por este, que son Antel y las empresas privadas autorizadas por éste Los dominios de segundo nivel son administrados y registrados por SeCIU en el portal uynic.

## Estadísticas
Distribución de la cantidad actual de dominios registrados según el subdominio de 2.º nivel a la fecha del 4 de julio de 2021:
| Registro | Total  |
| -------- | ------ |
| .uy      | 37 740 |
| .com.uy  | 53 603 |
| .edu.uy  | 1186   |
| .gub.uy  | 491    |
| .mil.uy  | 8      |
| .net.uy  | 153    |
| .org.uy  | 1133   |
| Total    | 94 314 |